# Lispe microptera
Lispe microptera este o specie de muște din genul Lispe, familia Muscidae, descrisă de Seguy în anul 1937.
Este endemică în Pakistan. Conform Catalogue of Life specia Lispe microptera nu are subspecii cunoscute.